# Zlato kralja Mide (strip)
Zlato kralja Mide je redovna epizoda strip serijala Marti Misterije premijerno objavljena u Srbiji u svesci #69. u izdanju Veselog četvrtka. Sveska je objavljena 30.11.2023. Koštala je 490 din (4,1 €; 4,1 $). Imala je 162 strane.

## Originalna epizoda
Originalna epizoda pod nazivom Loro di re Mida objavljena je premijerno u #347. regularne edicije Marti Misterije koja je u Italiji u izdanju Bonelija izašla 12.10.2016. Epizodu je nacrtao Antonio Sforca, a scenario napisali Alfrdo Kasteli i Enriko Loti. Naslovnu stranu nacrtao Đankarlo Alesandrini. Koštala je 6,3 €.

## Kratak sadržaj
Prolog. Godina 1957, 60 km od Ankare, u današnjoj Turskoj, arheološko nalazište. U iskopinama radnici pronalaze ostatke grada Gordiona, glavnog grada kraljevine Fregije u periodu do 1200-700 pre Hrista. Radnici u jednoj podzemnoj prostoriji zatiču dve metalne statue na kojima se nalaze delovi različitih metala, uključujući delove zlata. Radnici zaključuju da se radi o ljudskim ometaljenim skeletima.
Današnjica. Marti i Dijana gledaju TV seriju u iskopinama u Turskoj. Marti dobija poziv od osobe koja se predstavlja kao Džefri. Marti i Java Odlaze u knjižaru „Retka knjiga“ i tamo kupuju veliki broj starih knjiga na kojima piše da su bile u vlasništvu jednog odeljenja američke mornarice. Međutim, za knjige se kasnije interesuje i pukovnik Maršak iz američke vlade. Marti vraća knjige ali nastavlja da istražuje zašto se vojska interesuje za njih. Otkriva da knjige kriju podatke eksperiemntima koje je radio kralj Mida.

## Prethodna i naredna epizoda
Prethodna sveska Marti Misterije nosila je naziv Šibalba (#68), a naredna Velika igra (#70).